# Hypereidés
 Hypereidés, řecky Ὑπερείδης (390 př. n. l. nebo 389 př. n. l. Athény - 5. října 322 př. n. l. Kléonai na Peloponésu) byl starořecký řečník, jeden z tzv. attických řečníků, neboli jeden z Kánonu deseti, seznamu deseti největších řečníků a logografů (tvůrců projevů) klasické éry, který ve 3. století př. n. l. sestavili Arisfofánes z Byzance a Aristarchos ze Samothráky. Jeho řečnický styl byl lehký a plný vtipu.

## Život
Jeho učitelem rétoriky a řečnictví byl Isokratés. Působil v Athénách, v makedonské éře. Choval nepřátelství k makedonské dynastii (Filip, Alexander) a odmítal podvolení se Athén této dynastii, spolu Démosthenem, který kampaň proti Makedoncům v Athénách dlouho vedl. Poté, co Démosthena kompromitovala a z Athén vyhnala aféra defraudanta Harpala, postavil se do čela kritiků Alexandera právě Hypereidés (údajně k tomu byl motivován i perskými penězi). Po Alexandrově smrti svými projevy vyvolal útok Athéňanů na Makedonii (tzv. Lamijská válka). Makedonci však roku 322 zvítězili a Hypereidés byl odsouzen k smrti. Uprchl sice ještě do Aiginy, ale zde byl v Poseidonově chrámu dopaden a zabit. Regent Antipatros si nechal jeho mrtvé tělo předvést ještě předtím, než bylo pohřbeno.

## Dílo
Bylo mu tradicí připisováno 77 projevů, znich 50 je považováno za autentické. Nejznámější byl ten vedený proti athénskému příznivci Filipa Makedonského Philippidesovi. Podle legendy rukopisy většiny Hypereidových projevů měl ještě v 15. století v knihovně uherský král Matyáš Korvín, ale ty byly zničeny Turky po dobytí Budy v 16. století. Poté bylo známo jen několik fragmentů z Hypereidových řečí, avšak v 19. století, i díky nové vlně zájmu o antickou kulturu, byly objeveny nové texty - v roce 1847 velké fragmenty projevu Proti Demosthenovi a Lykofrónovi (mimořádně zajímavé pro objasnění podoby manželských průvodů v Athénách) a celá řeč Pro Euxenippa. Byly nalezeny v hrobce v Thébách. V roce 1856 byly objeveny další texty - smuteční řeči nad Leosthénem a jeho kamarády, kteří padli v Lamijské válce. Ke konci 19. století došlo k dalším objevům, včetně závěru řeči proti Philippidovi a celé řeči proti Athenogenovi (výrobci parfémů obviněného z podvodu). 
Poslední objev jeho textů pochází z roku 2002, nacházejí se na posledních stránkách tzv. Archimédova palimpsestu (řeči proti Timandrovi a proti Diondovi). Množství známého textu od tohoto autora se tak tímto jediným objevem zvedlo o 20 procent. Hypereidés je tudíž dnes jedním z nejlépe zmapovaných starořeckých řečníků. 
Přesto se řada jeho projevů, o nichž hovoří tradice, ztratila, například jeho obhajoba prostitutky (hetéry) Fryné (údajně jeho milenky), které měl před soudci prý obnažit ňadra a docílit tak jejího osvobození - o tomto aktu psal Plútarchos či Athénaios.